# Misumena tapyasuka
Misumena tapyasuka là một loài nhện trong họ Thomisidae.
Loài này thuộc chi Misumena. Misumena tapyasuka được Alberto Barrion & James A. Litsinger miêu tả năm 1995.